# Brunelles
Brunelles era un comune francese di 567 abitanti situato nel dipartimento dell'Eure-et-Loir nella regione del Centro-Valle della Loira. Il 1° gennaio 2019 è stato unito a Coudreceau e a Margon per costituire il nuovo comune di Arcisses di cui è divenuto comune delegato.

## Società

### Evoluzione demografica
Abitanti censiti